# Хенсон, Уильям

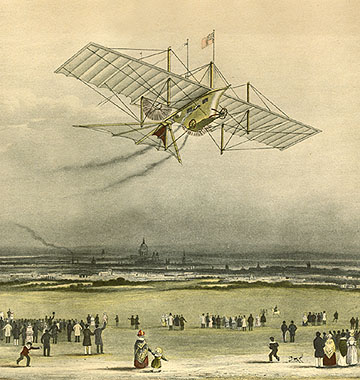
«Ариэль» на рекламном плакате Ariel Transit Company

Уи́льям Сэ́мюэл Хе́нсон (англ. William Samuel Henson), иногда Уи́льям Самуи́л Ге́нсон, также известен как «Сумасшедший Хенсон» (англ. Mad-man Henson), (3 мая 1812—1888) — английский изобретатель, пионер авиации. В 1842 году разработал, совместно с Джоном Стрингфеллоу первый в мире проект летательного аппарата, предусматривающий все основные элементы винтомоторного самолёта. Также Уильям Хенсон обладал патентами на изобретения в нескольких отраслях, в том числе на Т-образную безопасную бритву (1847).

## Биография

### Английский период
Родился в 1812 году в Чарде, одном из центров по производству кружева в Англии. В то время отрасль находилась на подъёме. Окончив обучение, Хенсон начал работать инженером, проектируя и усовершенствуя станки для производства. В 1835 году Хенсон получил свой первый патент на «Усовершенствованный станок для производства кружева».
В 1838 году он знакомится с Джоном Стрингфеллоу, занимавшемся в Чарде обслуживанием и разработкой паровых двигателей для станков, используемых на кружевных фабриках, а также производством бобин для этих машин. Хенсон заинтересовал Стрнгфеллоу своими идеями в области воздухоплавания, и в 1842 году они подали заявку на патент на «Воздушный паровой экипаж» («Aerial Steam Carriage») (Патент Британии № 9478), который представлял собой винтомоторный самолёт. В 1843 году таковой патент был выдан.
В 1843 году Хенсон и Стрингфеллоу, вместе с Фредериком Марриотом и Д. Е. Коломбином регистрируют акционерное общество Aeriel Transit Company. В то же время Стрингфеллоу строит первую шестиметровую модель «Ариэля» (так изобретатели коротко называли свой «воздушный экипаж»), которую оснащает небольшой паровой машиной мощностью 1 л. с. С 1844 по 1847 год Стрингфеллоу проводит испытания модели, постоянно меняя большинство параметров, переделывая планер и увеличивая мощность паровой машины. Однако испытания в большинстве случаев проходят неудачно. Максимальное расстояние, которое пролетела модель в горизонтальном полете, не превышало десяти метров, при том, что модель была закреплена на проволоке. До испытаний на взлёт и посадку дело не дошло.
К 1847 году, несмотря на поддержку парламента, стало ясно, что акционерное общество не смогло собрать необходимых на дальнейшую разработку и постройку прототипа средств. Начались спекуляции в прессе о том, что «Ариэль» — это выдумка и мошенничество. Расстроенный Хенсон вышел из дела.
Занимаясь «Ариэлем», Хенсон, однако, не сосредотачивался только на нём. В 1847 году он запатентовал устройство безопасной бритвы. Это была всем знакомая теперь бритва в форме буквы «Т». Через пару десятков лет права на производство были выкуплены фирмой Gillette, а в 1901 году в компании добавили к хорошо зарекомендовавшему себя станку одноразовые лезвия. В таком виде безопасные бритвы выпускаются до сих пор.
4 марта 1848 года Хенсон женился на Саре Энн Джонс. Хенсон все ещё был расстроен неудачей с «Ариэлем» и супруги решили эмигрировать в США.

### Хенсон в США
Перебравшись в США, пара поселяется в Нью-Арке, Нью-Джерси, где Хенсон первое время работает механиком. Однако его талант изобретателя снова проявил себя — он патентует машину для изготовления льда, водоотталкивающую ткань, устройство для чистки цистерн, а также новую модификацию бритвенного станка.
К 1870 году он — уважаемый инженер. В то время он работал над орудием, заряжаемым через казенник, которое предложил для американских военно-морских сил. Те отвергли изобретение, как непрактичное.
В 1871 году он выпустил книгу по астрономии, в которой отразил свои взгляды на происхождение и формирование космоса, которые весьма близки к современной астрономии.
До самой своей смерти Хенсоны жили в Нью-Арке. Хенсон скончался в 1888 году, похоронен в городке Ист-Ориндж, недалеко от Нью-Арка.
Уильям Хенсон упоминается в рассказе Эдгара По «История с воздушным шаром», опубликованном в 1841 году в «Нью-Йорк Миррор», в качестве одного из пассажиров шара.

## Описание проекта самолёта

### Облик и конструкция

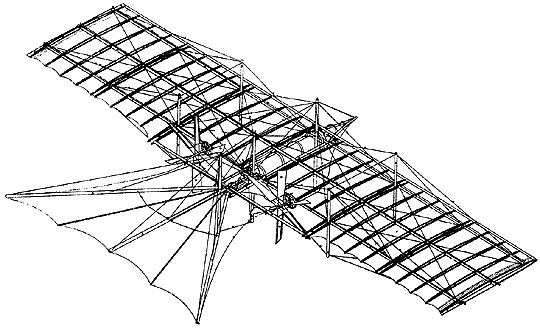

Летательный аппарат («Паровой воздушный экипаж»), предложенный Уильямом Хенсоном, представлял собой самолёт. Конструкция крыла содержала элементы (нервюры, лонжероны, стойки с расчалками), нашедшие впоследствии применение в авиации . Нервюры крыла имели различную кривизну нижнего и верхнего обводов, а обшивка была двухсторонней, то есть, крыло, как и крыло современных самолётов, имело толщину. Лонжероны (продольные балки) крыла для облегчения конструкции предусматривались пустотелыми.
Крыло крепилось сверху к корпусу, в котором располагались: двигатель, приводящий во вращение два толкающих воздушных винта, экипаж и пассажиры.
К задней части корпуса крепилось хвостовое оперение, состоящее из подвижной горизонтальной плоскости, подвижного вертикального руля (руля направления) под ней и неподвижной вертикальной плоскости (киля) над корпусом аппарата. Элеронов проект не предусматривал, для выравнивания самопроизвольно возникающих кренов изобретатель предлагал дифференциально изменять число оборотов винтов.
Шасси самолёта Хенсона было трёхколёсным, с носовым колесом.

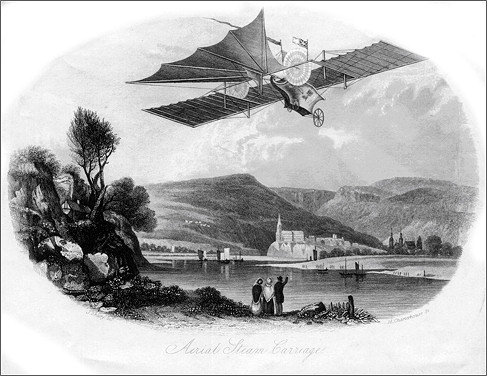

Технические характеристики
- Пассажировместимость: 12 чел.
- Длина:
- Размах крыла: 46 м
- Высота:
- Площадь крыла: 424 м²
- Максимальная взлётная масса: 1360 кг
- Силовая установка:  × паровая машина
- Мощность двигателей:  × 30 л. с.
- Диаметр винта: 6 м

Лётные характеристики
- Крейсерская скорость: 80 км/ч
- Практическая дальность: 1600 км
- Нагрузка на крыло: 3,2 кг/м²

### Силовая установка
В качестве двигателя Хенсон предполагал применить паровую машину. Стремясь уменьшить массу двигателя, Хенсон предложил паровой котёл особой конструкции, включающий в себя набор конических сосудов.

### Способ взлёта
Для облегчения разгона своего аппарата при взлёте, Уильям Хенсон планировал осуществлять старт с наклонной плоскости. Впоследствии такой метод старта нашёл применение в лётной практике. В частности, в 1937 году он был использован советским рекордным самолётом АНТ-25 при выполнении перелёта через Северный полюс. По мнению ряда историков авиации, подобный же способ старта был применён А. Ф. Можайским при попытке поднять в воздух построенный им паровой самолёт.

### Оценка проекта
Проект Хенсона был первым проектом летательного аппарата, предусматривающим все основные элементы винтомоторного самолёта и, вообще, первым проектом полномасштабного самолёта, предусматривающим в качестве движителя воздушный винт. Также в нём впервые было предложено крыло в виде пространственной конструкции (то есть, крыло имеющее толщину). По мнению российского историка авиации Д. А. Соболева, проект Хенсона был первым принципиально верным техническим проектом самолёта и содержал большее количество прогрессивных технических идей, чем любой из последующих проектов самолётов, предложенных в XIX веке. Советский исследователь раннего периода развития отечественной и зарубежной авиации П. Д. Дузь, давая высокую оценку работам Хенсона и Стрингфеллоу, назвал их (наряду с работами братьев Дю Тампль) «бессмертными» .
В то же время, проекту Хенсона был свойственен ряд недостатков: далёкий от оптимального профиль крыла, отсутствие элеронов, неудачное расположение органов управления, снижающее их эффективность. Недостаточная мощность силовой установки не позволила бы самолёту Хенсона совершать полёт.